# شاين فلانغن
شاين فلانغن (بالإنجليزية: Shane Flanagan)‏ هو لاعب دوري الرغبي أسترالي، ولد في 2 ديسمبر 1965 في سيدني في أستراليا.